# Mark Mastenbroek
Mark Mastenbroek (Amsterdam,  22 december 1944) is een Nederlands auteur. Hij schrijft onder andere reisboeken en beschouwingen over beeldende kunst. Hij is docent Kunstgeschiedenis aan het Geert Groote College Amsterdam in Amsterdam.

## Leven en werk
Mark Mastenbroek is de zoon van de schilderes Mary Noothoven van Goor. In 1953 bezocht hij als leerling de Geert Groote School te Amsterdam. In 1958 was hij oprichter en tot 1966 schrijver van het literair tijdschrift HSP. Mastenbroek behaalde in 1964 zijn HBS-B examen. Hij haalde in 1975 zijn onderwijsbevoegdheid voor handvaardigheid en kunstgeschiedenis en werkt sinds 1970 als leraar aan de Vrije school. Hij schrijft reisverhalen en beschouwingen over beeldende kunst en geeft voordrachten daarover. Hij is opgetreden als leider van kunstreizen naar onder andere Italië, Egypte en Frankrijk.  Naast docent en organisator binnen het onderwijs is hij redactielid van tijdschriften en websites. Mastenbroek heeft sinds 1990 meerdere boeken  gepubliceerd. Inmiddels is hij begonnen aan een schilderkunstig project: zeven schilderijen naar teksten van de auteur Wolfgang Borchert.

## Citaat
Mastenbroek bewondert de dichter Nico Verhoeven. 
"Als je me vraagt wie de belangrijkste Nederlandse dichter van na de Tweede Wereldoorlog is, dan luidt het prompte antwoord: Verhoeven. Wat mij betreft is er geen twijfel mogelijk." Volgens Mastenbroek is Verhoeven vergeten vanwege "het feit dat hij binnen zijn experimentele taalgebruik tevens een uitgesproken spiritueel mensbeeld uitdroeg en vertegenwoordigde".

## Publicaties
Mastenbroek publiceerde onder andere in het tijdschrift Jonas, het tijdschrift Motief, het academisch weekblad Intermediair, Citroën-magazine Dynamique, Vrije Opvoedkunst. Op zijn eigen website zijn reisfoto's van zijn hand te zien.

### Dichtbundels
- Naast Kaïn
- Mijzelf, mijzelf
- Op reis
- Naarinen
- Hoe, vader word je weer een vlinder? Amsterdam, 2014 ISBN 978-9-079133-12-3

### Boeken
- Licht op Rembrandt, Zeist, 1992
- Parijse miniaturen, Zeist, 1990
- Rome in miniaturen, Zeist, 1991
- Toscaanse miniaturen, Zeist, 1990, ISBN 90-6038-269-2
- Niemandsland, Amsterdam, 1991
- Blik op het sublieme: Markante kunstcolleges, Pentagon, Amsterdam 2024  ISBN 978-94-93362-13-0

## Trivia
- Mark Mastenbroek is de bedenker van een bolvormig 'patentschema kunstgeschiedenis' waarmee de  schilderstijlen en kunststromingen van de 20e eeuw in hun onderlinge relaties van contrasten en verwantschappen driedimensionaal, op chronologische wijze kunnen worden weergegeven.